# جيمي روجرز (لاعب كرة قاعدة)
جيمي روجرز (بالإنجليزية: Jimmy Rogers)‏ هو لاعب كرة قاعدة أمريكي، ولد في 3 يناير 1967 في تلسا في الولايات المتحدة.

## وصلات خارجية
- جيمي روجرز على موقعبيزبول رفرنس.كوم (الدوري الرئيسي) (الإنجليزية)
- جيمي روجرز على موقعبيزبول رفرنس.كوم (الدوري الثانوي) (الإنجليزية)